# Nemognatha atripennis
Nemognatha atripennis là một loài bọ cánh cứng trong họ Meloidae. Loài này được Sturm miêu tả khoa học năm 1826.